# مهاجران (فیلم ۱۴۰۲)
مهاجران فیلمی با ساختار تجربی بدون دیالوگ و میان‌نویس است که اواخر خرداد ماه ۱۴۰۲ در گروه سینمایی هنر و تجربه ابتدا در شیراز و  سپس در سینماهای سراسر کشور در گروه هنر و تجربه اکران شد.

## سایر عوامل
- مشاور کارگردان: امین پُرس
- صدابردار: محسن دانشور بیری
- عکاس: احسان پارسا/امین غفارپور
- طراح لباس: مریم احمدی
- طراح گریم: زهرا رنجبر
- مدیر صحنه: محمدعلی بشنام
- مدیر رسانه ای: محمد ناصریراد

## بازیگران
- شیما پورسهم الدین
- مجید یزدان شناس
- غزال رفیعی
- مهرداد سهامی
- شیوا بافهم
- امین دولت خواه
- فائزه جباری
- علیرضا یقطین
- مبینا خیری
- امیرمحمد سهرابی
- تیران علمدارفرد
- ساناز چمن ماه
- مریم دهقانی
- سارا زارعی
- نگین صغیر
- محسن استواری
- سام پارسا
- هرمان احمدی

## جوایز و افتخارات
- مقام اول بهترین فیلم بلند و بهترین اثر جشنواره بین المللی فیلم  Human-screen 2023  تونس[۷]
- مقام اول بهترین فیلم در جشنواره بین المللی فیلم Accolade Global Film Competition  2022 لُس انجلس[۸]
- مقام اول دستاورد بزرگ از جشنواره بین المللی Accolade Global Film Competition  2022 لُس انجلس[۹]
- مقام اول جایزه افتخاری هیأت داوران جشنواره بین المللی  2022 EL CINE SUMA PAZ International   کلمبیا[۱۰]
- مقام اول کارگردانی و دریافت نشان استنلی کوبریک از جشنواره Imago Film FESTIVAL 2022  ترنتو ایتالیا[۱۱]
- مقام اول بهترین فیلم در جشنواره بین المللی فیلم بلند san jose international film awards کاستاریکا 2021
- مقام اول بهترین فیلم در جشنواره بین المللی فیلم بلند global California network سانفرانسیکو 2021
- مقام دوم بهترین فیلم بلند از جشنواره 2022 International film festival Black cat  award بولیوی[۱۲]
- کاندید بهترین فیلم جشنواره International Meeting on Video-performance 2022 اسپانیا[۱۳]
- کاندید بهترین فیلم از جشنواره بین المللی  2023 Outdoor Film FeSTival سن والنتینو توریو ایتالیا[۱۴]